# Николас Сантос
Николас Араужо Дијаз дос Сантос (порт. Nicholas Araújo Dias dos Santos; Рибеирао Прето, 14. фебруар 1980) бразилски је пливач чија специјалност су спринтерске трке слободним и делфин стилом. 
Вишетсруки је национални рекордер и првак, двоструки учесник Олимпијских игара, светски, четвороструки светски првак у малим базенима, вишеструки учесник светских првенстава и некадашњи светски рекордер у трци на 50 делфин у малим базенима са временом 21,75 секунди. 

## Спортска каријера
Први наступ на великим такмичењима на међународној сцени Сантос је имао на светском првенству у Фукуоки 2011. где је заузео 30. место у квалификацијама трке на 50 метара слободним стилом. У новембру исте године поставио је нови јужноамерички рекорд на 50 делфин у малим базенима (време од 23,82 сек). Две године касније такмичио се и на светском првенству у Барселони, али поново без неког запаженијег резултата.  
Прве медаље у каријери освојио је на светском првенству у малим базенима у Индијанаполису 2004, и то сребро у штафети 4×100 слободно и бронзу у трци на 50 слободно, а успео је да се пласира и у финале трке на 100 слободно (8. место). 
На Панамеричким играма 2007. у Рију осваја две медаље, злато у штафети 4×100 слободно (уз нови рекорд Игара) и сребро на 50 слободно. Годину дана касније дебитовао је и на Олимпијским играма у Пекингу где је заузео укупно 16. место у полуфиналу трке на 50 метара слободно.  
Прво финале на светским првенствима изборио је у Риму 2009, а финалну трку на 50 делфин окончао је на укупно петом месту. На истом такмичењу пласирао се у полуфинале трке на 50 слободно. У септембру 2009. је испливао нови панамерички рекорд  у трци на 50 метара делфин у великим базенима, са временом 22,87 секунди. 
Други наступ на Олимпијским играма имао је у Лондону 2012. где је пливао за штафету 4×100 слободно која је заузела укупно 9. место. 
На светском првенству у руском Казању 2015. освојио је сребрну медаљу у трци на 50 делфин, поставши тако најстаријим освајачем медаља у историји светских првенстава. У тренутку освајања медаље Сантос је имао 35 година и 171 дан. Исти рекорд обарао је и на два наредна светска првенства, у Будимпешти 2017. осваја сребро на 50 делфин, а у Квангџуу 2019. бронзу у истој дисциплини.